# Eslanda Goode Robeson
Eslanda "Essie" Cardozo Goode Robeson (Washington D.C., 15 de dezembro de 1895 – Nova Iorque, 13 de dezembro de 1965) foi uma antropóloga, autora, atriz e ativista dos direitos civis americana. Ela era a esposa e gerente de negócios do cantor e ator Paul Robeson.

## Biografia

### Primeiros anos e casamento
Eslanda Cardozo Goode nasceu em Washington D.C., em 15 de dezembro de 1895, descendente de africanos escravizados. Seu bisavô materno era um judeu sefardita cuja família foi expulsa da Espanha no século XVII. Seu avô materno foi Francis Lewis Cardozo, o primeiro secretário de Estado negro da Carolina do Sul. Seu pai, John Goode, era um advogado no Departamento de Guerra, que mais tarde se formou em direito na Howard University. Eslanda tinha dois irmãos mais velhos, John Jr. e Francis.
Eslanda frequentou a Universidade de Illinois e, mais tarde, se formou na Universidade de Columbia em Nova Iorque com um bacharelado em química. Ela se tornou politicamente ativa pela primeira vez durante seus anos em Columbia, quando seu próprio interesse pela igualdade racial foi reforçado por jovens intelectuais em Nova Iorque. Quando então começou a trabalhar no Hospital Presbiteriano de Nova Iorque, logo se tornou a química histológica chefe da Patologia Cirúrgica, a primeira pessoa negra a ocupar tal cargo.
Em 1920, Eslanda e Paul Robeson - um membro da proeminente família Busstill - frequentaram a escola no período de verão na Columbia. Eles se casaram um ano depois, em agosto de 1921. Eslanda desistiu de estudar medicina e apoiou o marido como gerente de negócios. De fato, Paul a creditou como o catalisador de sua carreira de ator, dizendo: "Mesmo assim, eu nunca quis [se tornar um ator]. Eu apenas disse sim para fazê-la parar de me importunar." Eslanda trabalhou no hospital até 1925, quando a carreira do marido tomou cada vez mais seu tempo. Ela passou um tempo no Harlem, Londres e França nos anos seguintes.
O único filho dos Robesons, Paul Jr, "Pauli" nasceu em 2 de novembro de 1927; Robeson estava em uma turnê na Europa naquela época. O casamento foi tenso e Eslanda sofreu com os romances de seu marido que, supostamente, começaram pelo relacionamento com Freda Diamond em 1925. Outros romances que afetaram o casamento foram aqueles com as atrizes Fredi Washington e Peggy Ashcroft. A relação a longo prazo de Robeson com Yolanda Jackson quase acabou com o casamento, e Eslanda até concordou com o divórcio de cada vez. Apesar de todos os contratempos e separações, o casamento perdurou, pois cada um dos dois tinha necessidades que só o outro poderia suprir. Eslanda escolheu "se elevar acima dos assuntos de Paul", mas permanecer casada com ele e seguir sua própria carreira.
No final da década de 1920, Eslanda escreveu seu primeiro livro, uma primeira biografia de seu marido: Paul Robeson, Negro. Foi publicado pela editora Harper em 1930. Robeson, que não teve nenhuma contribuição direta com a obra, ficou “profundamente irritado” com isso. Ele ressentiu que ela colocou palavras em sua boca ao defini-lo como preguiçoso, imaturo e carente de sua orientação. No livro, Robeson reclama: "ela me trata apenas como um... bebezinho", e ela responde "(...) talvez quando você crescer eu lhe trate como um homem". Ela também aborda a questão de sua infidelidade, que ele não confirma nem nega; ela garante a ele que sente que eles têm um nível tão profundo de amor, que os eventos passados não poderiam afetá-lo: "Não importa o que outras mulheres tenham feito com você, ou você com elas, elas nunca andaram no meu jardim." Harry Hanson, um crítico de Nova Iorque, fez uma crítica positiva ao livro e o chamou de inspirador, e que foi escrito com "rica compreensão" e "profundo orgulho". Ele recomendou que o livro fosse lido pela América branca. O historiador e sociólogo WEB Du Bois colocou-o na categoria 'leitura obrigatória' da revista The Crisis, da Associação Nacional para o Progresso de Pessoas de Cor (abreviado do inglês: NAACP). Por outro lado, também houve opiniões negativas. De acordo com Stark Young, da revista The New Republic, chamou de "lixo biográfico".
Eslanda interpretou Adah em Borderline, um filme mudo clássico de vanguarda dirigido em 1930 por Kenneth MacPherson. Eslanda escreveu em seu diário sobre a experiência: "Kenneth e HD costumavam nos fazer rir tanto com suas idéias ingênuas de negros que Paul e eu muitas vezes arruinamos completamente nossa maquiagem com lágrimas de riso, tivemos que fazer tudo de novo".

### Carreira na antropologia
Em 1931, o casal estava morando em Londres e se distanciaram. Eslanda retomou sua própria carreira, atuando em três filmes nos próximos dois anos. Ela se matriculou na London School of Economics para antropologia e se formou em 1937. Na Inglaterra, ela aprendeu mais sobre a África. Ela fez a primeira de três viagens ao continente, percorrendo a África do Sul e Oriental com seu filho em 1936. Com os sinais de guerra iminentes na Europa, os Robesons voltaram para o Harlem em 1938. Três anos depois, eles se mudaram para Enfield, Connecticut, para sua propriedade "The Beeches". Eslanda obteve seu doutorado em antropologia no Hartford Seminary em 1946. Usando suas anotações do diário de sua viagem à África, ela completou seu segundo livro, Viagem à África, no mesmo ano. O livro era incomum, pois poucos livros naqueles dias tratavam da África em primeiro lugar, e sua perspectiva, como uma mulher afro-americana, sobre as mulheres na África negra era única. A publicação do livro foi endossada por Pearl Buck, cujo marido era o chefe da editora John Day. O livro argumentava que os negros deveriam se orgulhar de sua herança africana. Ambas as críticas de brancos e negros foram favoráveis.
Buck e Eslanda continuaram a trabalhar juntos. Como resultado, American Argument foi publicado em 1949, um livro de diálogos e comentários, editado por Buck, que permite a Eslanda falar sobre sociedade, política, papel social de gênero e relações raciais. Enquanto o livro continha uma crítica à política da Guerra Fria, sua recepção, em geral, foi positiva, mas foi um fracasso financeiro.[carece de fontes?]

### Durante a Guerra Fria
Com o desenvolvimento da Guerra Fria, a vida dos Robesons mudou drasticamente. O casal havia visitado a União Soviética pela primeira vez em 1934, ficaram impressionados com a aparente ausência de racismo e concordaram com a postura do comunismo contra o racismo, a colonização e o imperialismo. Embora cientes do Grande Expurgo antes de 1938, eles aceitaram isso (como Robeson explicou a seu filho, "(às) vezes... grandes injustiças podem ser infligidas à minoria quando a maioria está em busca de um curso grande e justo") e não se manifestou contra. Em 1938, no entanto, eles ajudaram o irmão de Eslanda, Francis, a escapar. Seu irmão John já havia partido no ano anterior e Paul Jr. não continuou com sua educação em um “modelo escolar” de Moscou.
Em 1941, Eslanda e Paul juntaram-se a outros negros influentes para fundar o Conselho de Assuntos Africanos. Como membro, Eslanda falou frequentemente e articuladamente em crítica às potências coloniais ocidentais por subjugar pessoas de cor para obter ganhos políticos e econômicos.
Ambos se tornaram alvos durante o auge do McCarthismo. Seu passaporte foi revogado, a carreira de Robeson parou, sua renda caiu drasticamente e a propriedade de Connecticut teve que ser vendida. Em 17 de julho de 1953, Eslanda, como seu marido, foi chamada para depor perante o Senado dos Estados Unidos. Questionada se era comunista, ela aceitou a Quinta Emenda à Constituição e contestou a legitimidade do processo. Seu passaporte foi revogado, até que a decisão foi anulada em 1958. Lutando pela descolonização da África e da Ásia, ela continuou a trabalhar para o Conselho de Assuntos Africanos e a escrever como correspondente da ONU para a New World Review, uma revista pró-soviética.
Depois que seus passaportes foram devolvidos aos Robesons, eles voaram para Londres e para a União Soviética. Eslanda fez sua terceira e última viagem à África, participando da primeira Conferência dos Povos Africanos pós-colonial em Gana no ano de 1958. Em 1963, ela foi diagnosticada com câncer de mama. Ela voltou da Rússia para os Estados Unidos e morreu em Nova Iorque em 1965, dois dias antes de completar 70 anos.[carece de fontes?]

## Obras publicadas
- Eslanda Goode Robeson: Paul Robeson, Negro . Irmãos Harper, 1930 (em inglês)
- Eslanda Goode Robeson: African Journey, John Day Co., 1945 (em inglês)
- Pearl S. Buck com Eslanda Goode Robeson: American Argument, John Day Co., 1949 (em inglês)

## Filmografia
- Jericho (1937) (mais conhecida como Dark Sands), como uma princesa tribal
- Big Fella (1937), (sem créditos)
- Borderline (1930), como Adah, uma mulher negra

## Prêmios
- Medalha Clara Zetkin (Clara-Zetkin-Medaille), Alemanha Oriental